# إبراهام ناثانسون
إبراهام ناثانسون (بالإنجليزية: Abraham Nathanson)‏ هو مصمم جرافيك أمريكي، ولد في 26 نوفمبر 1929، وتوفي في 6 يونيو 2010.